# Лапландский лес
Лапла́ндский лес — государственный природный комплексный заказник регионального значения Мурманской области.

## Официальный статус
27 февраля 2003 года приказом номер 53-ПП/4 правительство Мурманской области постановило зарезервировать под создание государственного природного комплексного заказника «Лапландский лес» земельный участок общей площадью 1421 км² на землях Кольского лесхоза в Кольском районе и возложить контроль за территорией будущего заказника на Управление природных ресурсов и охраны окружающей среды МПР России. Комитетом природопользования и экологии Мурманской области называется конец февраля 2010 года, как дата принятия окончательного решения касаемо образования и статуса заказника.

## Территория
Территория предлагаемого заказника находится к северо-западу от Лапландского заповедника и состоит из пяти участков — «Горный массив Туадаш Тундра» с прилегающими лесами, расположенный между Лапландским заповедником и Верхнетуломским водохранилищем, «Нотозерский лес» — от Верхнетуломского водохранилища до озера Ловно, «Леса у реки Пяртым» — к юго-западу от озера Яврозеро, «Арники горного массива Курбашпакхи» — к западу от Верхнетуломского водохранилища, в районе устья реки Тобвельйоки и «Леса и болота у озера Юмос» — к северу от озера Юмос.
Точное описание предлагаемых земель — будущий заказник занимает кварталы 188 (исключая акваторию озера Печозеро, озера на севере данного квартала и территорию к северу от левого берега ручья, соединяющего указанные озера между собой и с Верхнетуломским водохранилищем), 207 (исключая акваторию озера Юмос и территорию островов на озере Юмос), 208 (исключая акваторию озера Юмос и территорию островов на озере Юмос), 223—225 Нотозерского лесничества Кольского лесхоза и кварталы 1—6, 37—43, 50—53, 55, 56, 74—84, 91—94, 108—120, 127—133, 147—160, 164—170, 184—209, 223—233, 237—241, 253—263, 268—270, 271 (часть квартала к северу от линии, соединяющей точку на западной границе квартала, удаленную на 2400 метров к югу от вершины северо — западного угла квартала и точку на восточной границе квартала, удаленную на 700 метров к югу от вершины северо — восточного угла квартала), 303—307, 312—314, 325 (исключая акваторию озера Среднее Сурьярви и территорию острова на озере Среднее Сурьярви), 326 (исключая акваторию озера Верхнее Сурьярви), 336—338 Гирвасского лесничества Кольского лесхоза.

## Цели
Основными задачами заказника являются: сохранение массивов лесов и сохранение редких и охраняемых растений и животных, создание своеобразного коридора между создаваемым заказником и национальным парком имени Урхо Кекконена (Финляндия). Предлагается запретить любые виды промышленности, в том числе вырубку леса, весеннюю охоту, строительство дорог и любую деятельность, приводящую к загрязнению водоёмов и земель заказника. В свою очередь, сбор грибов и ягод, осенняя и зимняя охота, оленеводство и рыбная ловля останутся разрешёнными в рамках закона.

## Флора и фауна
Земли заказника занимают в разной степени лишайниково-кустарничковая тундра, сосновые и еловые леса, комплексы болот и несколько олиготрофных озёр.
Во флору заказника входит около 300 видов сосудистых растений, в том числе некоторые редкие виды: полушник тончайший и полушник озёрный, пальчатокоренник Траунштейнера, арника альпийская, кастиллея арктическая, манжетка альпийская, многорядник копьевидный, криптограмма курчавая, диапенсия лапландская, жирянка волосистая и осока свинцово-зелёная. Более распространённые растения и лишайники: в тундре — берёза карликовая, ситник трёхраздельный, осока Биджелоу, плаун альпийский, можжевельник сибирский, ивы, герань лесная, в еловых лесах — ель сибирская, черника, брусника, вороника, голубика, иван-чай узколистный, золотарник обыкновенный и багульник болотный, в сосновых лесах — ягель, опять же брусника и черника, на болотах — осока рыхлая, в озёрах растительность представлена слабо, в первую очередь — полушником тончайшим. Из редких лишайников можно отметить бриорию Фремонта.
Фауна наземных позвоночных представлена 16 видами млекопитающих, 94 видами птиц, 2 видами пресмыкающихся и 1 видом земноводных. Из животных наиболее распространены: лось, росомаха, бурый медведь и северный олень из редких видов — рысь и выдра, из пресмыкающихся — живородящая ящерица и обыкновенная гадюка, из птиц — орлан-белохвост, беркут, скопа, серый сорокопут, белозобый дрозд (в период гнездования), лебедь-кликун, серый журавль, длиннохвостая неясыть, дербник и серый гусь.
В реках и озёрах Лапландского леса водится 13 видов рыб из 9 семейств: кумжа, голец, сёмга, хариус, щука, налим, ёрш, европейская корюшка и другие, из моллюсков — занесённая в список редких видов европейская жемчужница.

## Культурное наследие
Из культурных памятников планирующегося заказника стоит отметить остатки Сонгельского и Нотозерского погостов, в том числе, старое кладбище в окрестностях озера Няаннаямъявр и развалины дома на берегу озера Ловно, предположительно принадлежавшего финскому ловцу жемчуга Хухти-Хейкки.

## Карты
- Лист карты R-36-XXXI,XXXII Верхнетуломский. Масштаб: 1 : 200 000.